# Kozojedy (Rakovníki járás)
Kozojedy település Csehországban, Rakovníki járásban. Kozojedy Vinařice, Ročov, Žerotín, Smilovice, Pochvalov, Milý, Třeboc és Kroučová településekkel határos. Lakosainak száma 91 fő (2024. január 1.).

## Népesség
A település lakosságának változását az alábbi diagram mutatja:
| Lakosok száma | 282  | 326  | 247  | 161  | 118  | 90   | 94   | 102  | 96   | 91   |
|               | 1869 | 1900 | 1921 | 1961 | 1980 | 2011 | 2016 | 2019 | 2021 | 2024 |